# أوليفر توماس
أوليفر توماس (بالإنجليزية: Oliver Thomas)‏ هو سياسي أمريكي، ولد في 10 فبراير 1957. حزبياً، نشط في الحزب الديمقراطي.